# Sakszi Malik
Sakshi Malik (hindi साक्षी मलिक, ur. 3 września 1992 roku) – indyjska zapaśniczka, brązowa medalistka z Igrzysk Olimpijskich w Rio de Janeiro w kategorii kobiet do 58 kg.

## Biografia

### Życie osobiste
Urodziła się 3 września 1992 roku we wsi Mokhra, okręg Rohtak, stan Hariana (wg innych źródeł w mieście Rohtak). Jej ojciec - Suhir - jest kierowcą autobusu w Transportowej Korporacji w Deli, zaś matka - Sudesz - koordynatorem miejscowego centrum ochrony zdrowia dzieci (Anganwadi). Posiada starszego brata Suczina, który jest właścicielem niewielkiej restauracji w Rothak.
Pierwsze cztery lata swojego życia spędziła we wsi Mokhra u swojego pradziadka (ze strony ojca) Badhlu Ram, który był znanym bokserem. Jest w trakcie obrony tytułu magistra wychowania fizycznego na Uniwersytecie Maharshi Dayanand w Rohtak (sierpień 2016).
2 kwietnia 2017 poślubiła Satyawarta Kadiana.

### Kariera
W wieku 12 po raz pierwszy udała się na trening na akharę Chhotu Ram Stadium w Rohtakie, gdzie ćwiczyła pod okiem trenera Ishwary Dahiya mimo powszechnie panującej w lokalnej społeczności opinii, że sport, a tym bardziej zapasy, nie są zajęciem "dla kobiet". W 2010 roku wywalczyła brązowy medal na Mistrzostwach Świata Juniorów w kategorii do 58 kg stylem wolnym, natomiast w 2014 zdobyła pierwsze miejsce w Turnieju Dave'a Schultza w kategorii do 60 kg. Brała udział w Mistrzostwach Świata w Zapasach w 2012 roku oraz w 2014 roku, gdzie odpadała w 1/8 finału przegrywając odpowiednio z Ukrainką Ałłą Czerkasową 4:0 oraz Finką Petrą Olli 3:1. Również w 2014 roku wystąpiła na Igrzyskach Wspólnoty Narodów, gdzie w kategorii do 58 kg zajęła drugie miejsce przegrywając w finale z Nigeryjką Oluwafunmilayo Aminat Adeniyi 0:10. W kolejnym roku zdobyła złoty medal na Mistrzostwach Indii oraz brąz na Mistrzostwach Azji w Zapasach.

#### Udział w Igrzyskach Olimpijskich
Prawo udziału w Igrzyskach Olimpijskich w Rio de Janeiro w zapasach do 58 kg kobiet wywalczyła 7 maja 2016 w Stambule podczas drugiego kwalifikacyjnego turnieju, gdzie zajęła drugie miejsca za Rosjanką Waleriją Kobłową, z którą poniosła porażkę 3:7. W czasie Igrzysk podczas ćwierćfinały po raz kolejny spotkała się na macie z Rosjanką tym razem przegrywając 2:9. W repasażach odniosła serię zwycięstw kolejno z Mongolką Pürewdordżijn Orchon (3:1) oraz Kirgiską Ajsułuu Tynybekową (8:5) dzięki czemu wywalczyła trzecie miejsce. Medal ten był pierwszym zdobytym przez Indie na tych zawodach. Władze stanu Hariana w dowodzie uznania za odniesione zwycięstwo przyznały jej nagrodę w wysokości 25 milionów rupi.

#### Udział w zawodach sportowych po Igrzyskach w Rio de Janeiro
W 2018 roku zdobyła na Igrzyskach Wspólnoty Narodów w zapasach stylu wolnym, w kategorii wagowej do 62 kg brązowy medal. Na Mistrzostwach Azji w Zapasach w 2020 zdobyła drugie miejsce ulegając w walce finałowej Naomi Ruike.